# Heřmanice (district de Náchod)
Pour les articles homonymes, voir Heřmanice.
Heřmanice (en allemand : Hermanitz) est une commune du district de Náchod, dans la région de Hradec Králové, en Tchéquie. Sa population s'élevait à 445 habitants en 2022.
Le village est connu comme le lieu de naissance du géneralissime Albrecht von Wallenstein.

## Géographie
La ville est située sur l'Elbe amont, dans le nord-est de la région historique de Bohême. Elle se trouve à 3 km au nord de Jaroměř, à 18 km à l'ouest-sud-ouest de Náchod, à 20 km au nord-nord-est de Hradec Králové et à 111 km à l'est-nord-est de Prague.
La commune est limitée par Vlčkovice v Podkrkonoší au nord, par Dolany et Jaroměř à l'est, par Hořenice au sud, et par Zaloňov, Kuks et Stanovice à l'ouest.

## Histoire
La première mention écrite de la localité date de 1352. La seigneurie de Heřmanice a été confisquée par Ferdinand Ier de Habsbourg, roi de Bohême, en 1547. L'année suivante, la chambre du trésor a vendu le domaine à la noble famille Valdštejn. Ce fut le baron Guillaume IV von Waldstein, capitaine général de l'arrondissement de Hradec Králové, qui hérita du domaine. Son fils, Albrecht von Wallenstein, chef militaire et homme politique, y est né en 1583.
En 1624, Heřmanice est vendu à la maison de Lobkowicz ; confisqué à nouveau par l'empereur Ferdinand II, les biens ont été acquis par Ottavio Piccolomini, seigneur de Nachod, en 1655. Par après, ils passent aux comtes Czernin et aux margraves de Bade. Le château demeura vide, puis fut démoli dans les années 1780.

## Administration
La commune se compose de quatre sections :
- Heřmanice
- Běluň
- Brod
- Slotov

## Galerie

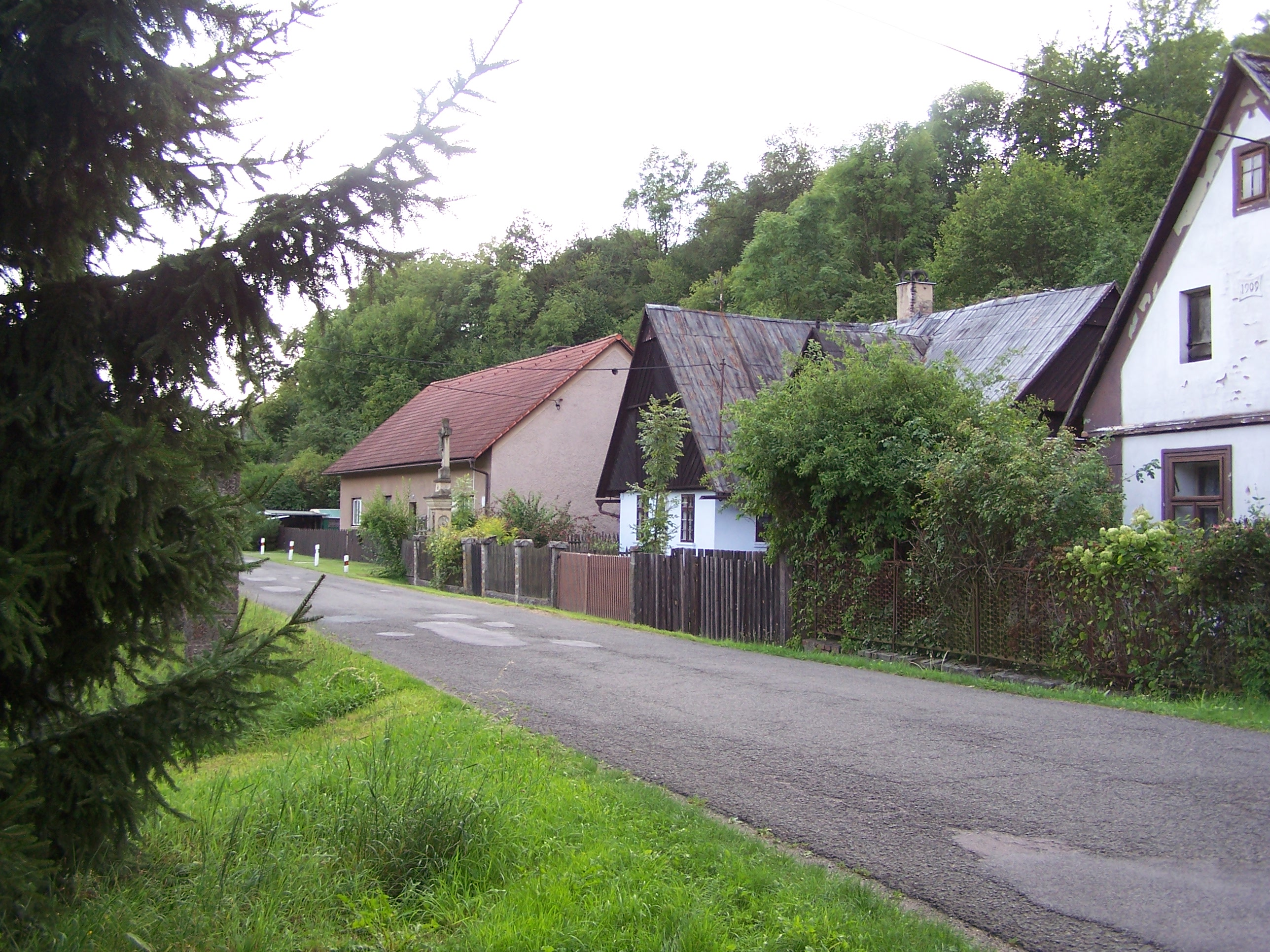
Rue à Běluň.
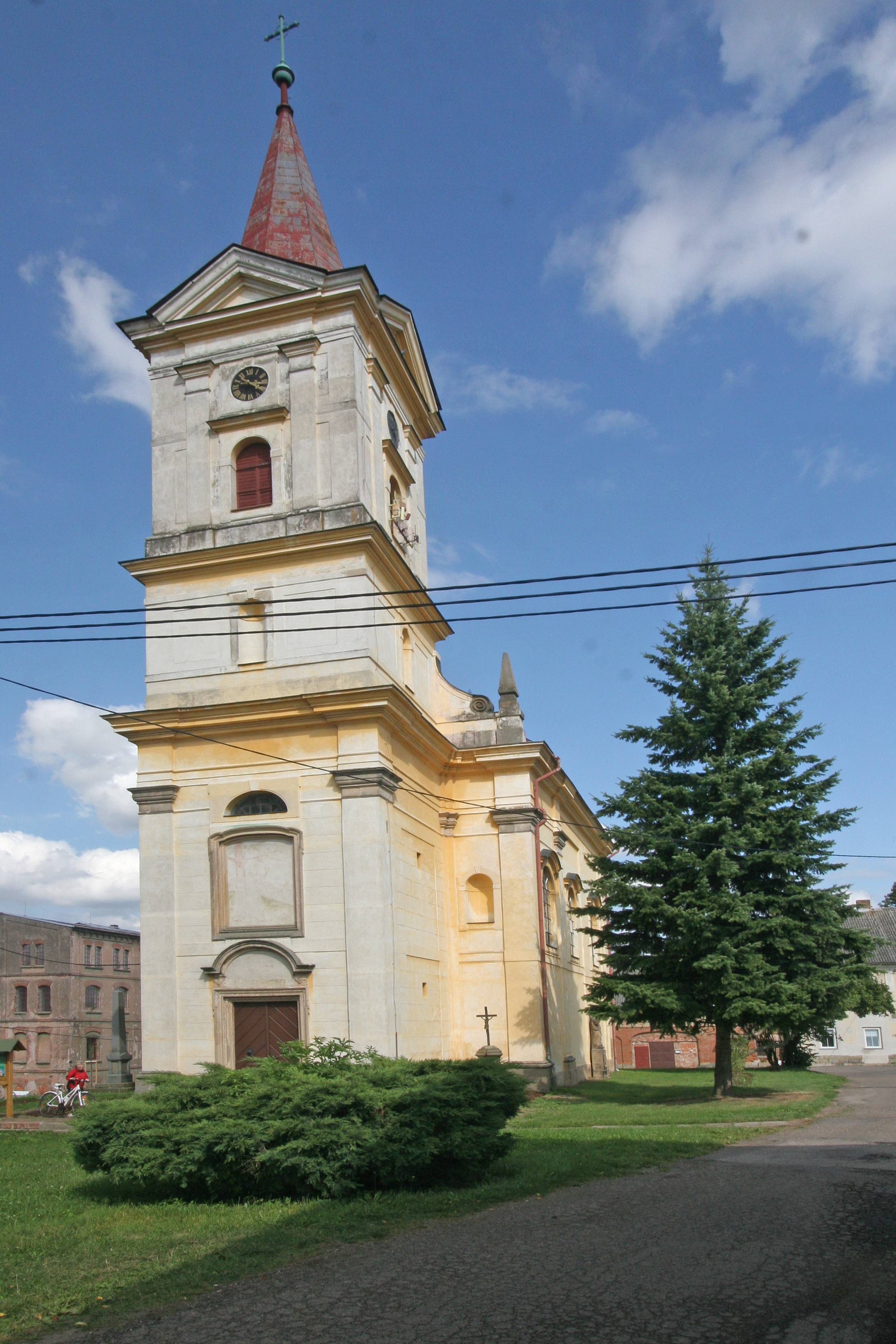
Église Sainte-Marie-Madeleine.

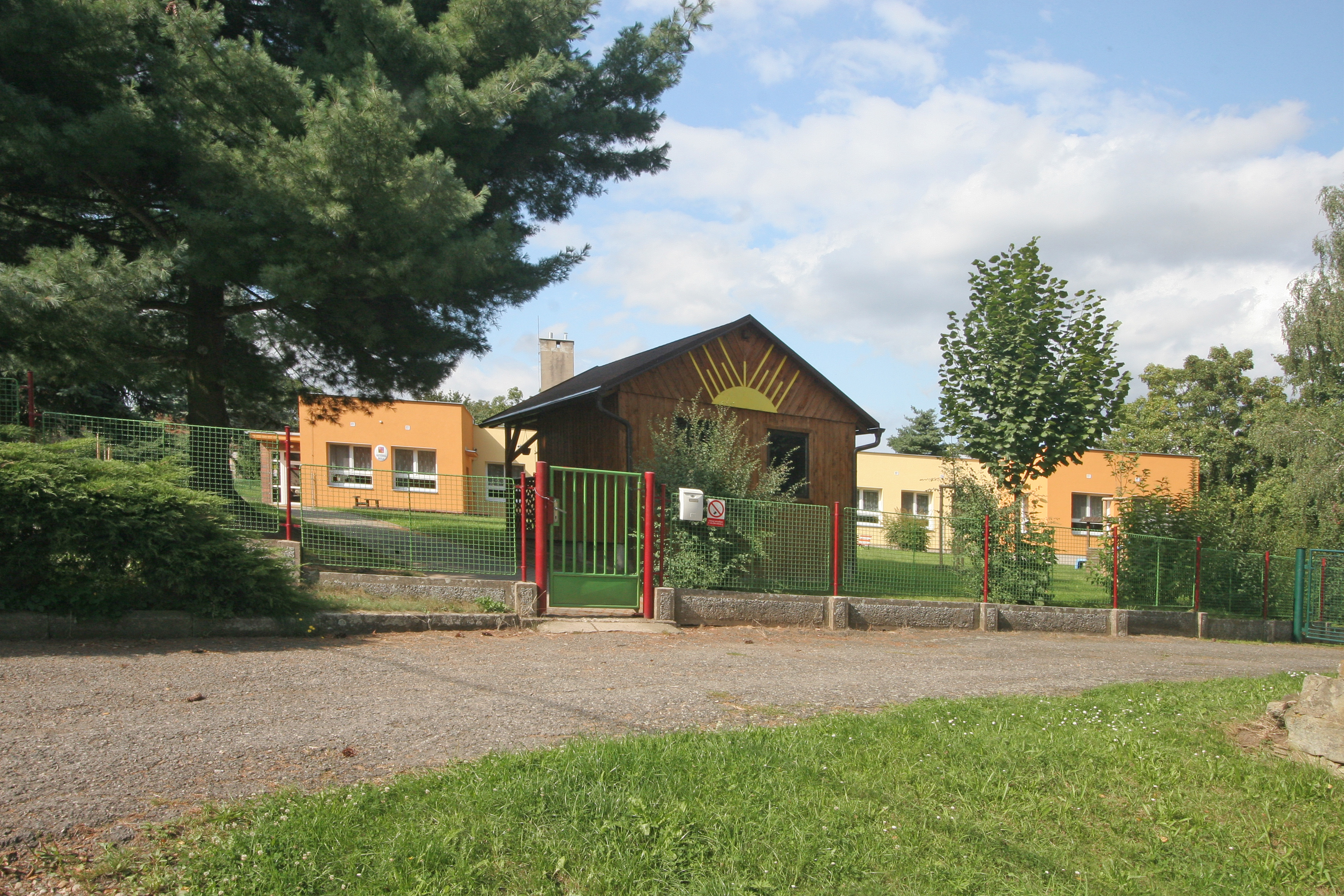
École à Heřmanice.

## Transports
Par la route, Hejtmánkovice se trouve à 4 km de Jaroměř, à 23 km de Náchod, à 25 km de Hradec Králové et à 135 km de Prague. 